# Stigmacros castanea
Stigmacros castanea är en myrart som beskrevs av Mcareavey 1957. Stigmacros castanea ingår i släktet Stigmacros och familjen myror. Inga underarter finns listade i Catalogue of Life.